# William M. Morgan (homme politique)
William M. Morgan (Brownsville (Ohio), 1er août 1870 - Columbus (Ohio), 17 septembre 1935) est un homme politique américain.